# Ríza (Ierápetra, Lassíthi)
Pour les articles homonymes, voir Riza (homonymie).
Ríza, en grec moderne : Ρίζα, est un village du dème d'Ierápetra, dans le district régional de Lassíthi, de la Crète, en Grèce. Selon le recensement de 2011, la population de Ríza compte 40 habitants.
Le village est situé à une altitude de 500 m.